# Armen Georgievich Doluchanov
Armen Georgievich Doluchanov (1900 - 1976 ), también escrito Dolukhanov (translitera del ruso არმენ Армен Георгиевич Долуханов) fue un botánico, geobotánico y fitocenólogo georgiano.

## Algunas publicaciones
- 1964. Темнохвойные леса Грузии (Los bosques de coníferas de Georgia). Editor Met︠s︡niereba, 126 pp.

- 1929. Ocherk rastitelʹnosti letnikh pastbishch Gandzhinskogo uezda. Vol. 2 de Trudy po geobotanicheskomu obsledovanii︠u︡ pastbish S.S.R. Azerbaĭdzhana: Letnie pastbishcha. Con Aleksandr Alʹfonsovich Grossgeĭm. Editor Izdanie Narkomzema, 115 pp.

## Honores

### Eponimia
- (Campanulaceae) Hemisphaera doluchanovii (Kharadze) Kolak.[1]

- (Dryopteridaceae) Dryopteris × doluchanovii Askerov[2]

- (Gentianaceae) Gentianopsis doluchanovii (Grossh.) Tzvelev[3]

- (Leguminosae) Astragalus doluchanovii Manden.[4]

- (Rosaceae) Rosa doluchanovii Manden.[5]

- La abreviatura «Doluch.» se emplea para indicar a Armen Georgievich Doluchanov como autoridad en la descripción y clasificación científica de los vegetales.[6]